# MUMPS
MUMPS (Massachusetts General Hospital Utility Multi-Programming System) ook wel M genoemd, is een ontwikkelomgeving die oorspronkelijk ontworpen werd voor de gezondheidszorg. Door de buitengewoon hoge transactieverwerkingssnelheid, enorme schaalbaarheid en real-time query's op transactionele gegevens met minimale beheerstaken, beperkt de toepassing ervan zich al lang niet meer tot de gezondheidszorg. 
MUMPS werd tussen 1966 en 1967 ontwikkeld in Octo Barnetts-dierenlaboratorium van het Massachusetts General Hospital (MGH) in Boston (VS).
Tegenwoordig wordt de oorspronkelijke taal MUMPS nog gebruikt als Caché objectscript in de postrelationele database Caché van Intersystems, de opvolger van MSM. 
Het belangrijkste kenmerk van de programmeertaal was dat permanente opslag van data aangegeven werd met slechts een enkel teken, '^':
Het toekennen van een waarde aan een variabele: S A=1, geeft aan dat de data in het werkgeheugen ('local') wordt opgeslagen, 
terwijl S ^A=1 ervoor zorgt dat het getal op schijf ('global') wordt opgeslagen. Alle gebruikelijke handelingen van openen en sluiten 
van bestanden zijn dus in de code voor de gebruiker/programmeur onzichtbaar gemaakt.
ABAP ·
ABC ·
ActionScript ·
Ada ·
Algol ·
APL ·
assembleertalen ·
AWK ·
B ·
BASIC ·
BCPL ·
C ·
C++ ·
C# ·
Clean ·
Clipper ·
COBOL ·
COMAL ·
Curry ·
D ·
Eiffel ·
Erlang ·
F# ·
Forth ·
Fortran ·
Go ·
Haskell ·
Icon ·
J# ·
Java ·
Julia ·
Kotlin ·
Lisp ·
Logo ·
Lua ·
m4 ·
ML ·
Modula-2 ·
Oberon ·
Object Pascal ·
Objective-C ·
Ocaml ·
Oz ·
Pascal ·
Perl ·
PHP ·
PL/I ·
PL/SQL ·
Prolog ·
Prova ·
Python ·
Rexx ·
RPG ·
Ruby ·
Rust ·
SAS ·
Scala ·
Scheme ·
Self ·
Simula ·
Smalltalk ·
Swift ·
TCL ·
TypeScript ·
Vala ·
Visual Basic ·
Zig